# Filete (equitación)

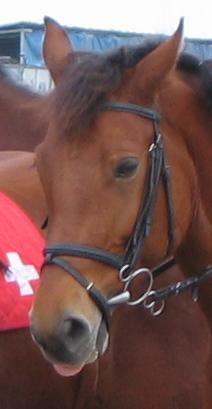
Caballo llevando un filete con una muserola.

En equitación, un filete es un conjunto de tiras, de cuero o sintéticas, que sirve para mantener el bocado en su sitio en la boca del caballo. La RAE lo define como una embocadura compuesta de dos cañones pequeños de metal, delgados y articulados en el centro, en cuyos extremos hay unos aros, en las cuales se colocan las correas de las riendas y testeras. Sirve para que los potros se acostumbren a recibir el bocado. 

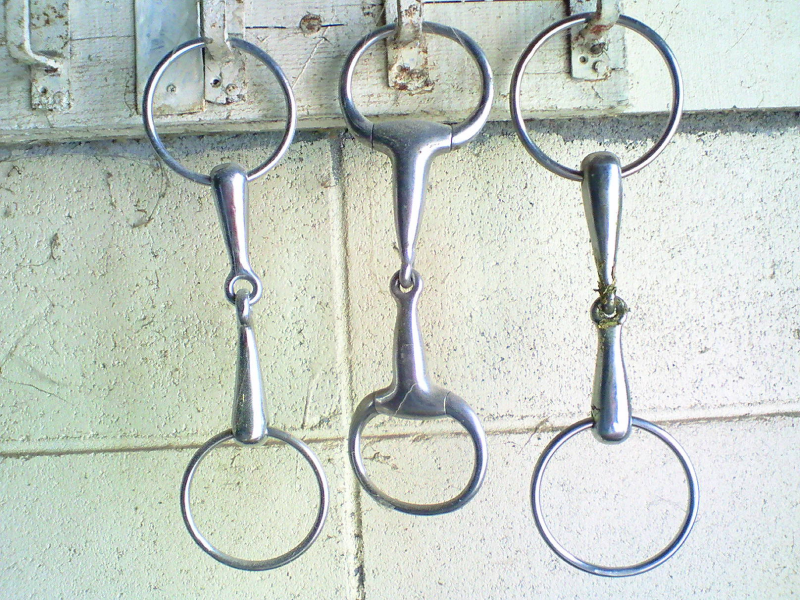
Filetes tipo oliva en el centro y filete con anilla sencilla a los lados.

Es una embocadura compuesta de dos cañoncitos de hierro delgados y con movimientos en el centro, en cuyos extremos hay unas argollitas, en las cuales se colocan las correas de las riendas y testeras. Sirve para que los potros se acostumbren a recibir el bocado, y también para que el jinete tenga este recurso para mandar al caballo en el caso de faltar la brida.